# Макклейн, Катрина
Катрина Макклейн (англ. Katrina McClain; в замужестве Джонсон (англ. Johnson); родилась 19 сентября 1965 года в Чарлстоне, Южная Каролина, США) — американская профессиональная баскетболистка, выступала в американской баскетбольной лиге. Играла на позиции тяжёлого форварда. В составе национальной сборной США играла на трёх подряд летних Олимпийских играх, став двукратной олимпийской чемпионкой (1988 и 1996), а также на трёх подряд чемпионатах мира, где завоевала ещё два чемпионских титула (1986 и 1990).

## Ранние годы
Катрина Макклейн родилась 19 сентября 1965 года в городе Чарлстон (штат Южная Каролина), а училась она там же в средней школе Сент-Эндрюс, в которой выступала за местную баскетбольную команду.